# Cerotelion nigrum
Cerotelion nigrum är en tvåvingeart som beskrevs av Tonnoir 1927. Cerotelion nigrum ingår i släktet Cerotelion och familjen platthornsmyggor. Inga underarter finns listade i Catalogue of Life.